# Ceratonetha
Ceratonetha é um gênero de mariposa pertencente à família Acrolophidae.